# Peyriac-de-Mer

Peyriac-de-Mer este o comună în departamentul Aude din sudul Franței. În 1 ianuarie 2022 avea o populație de 1.191 de locuitori.